# Auguste Comte párizsi szobra
Auguste Comte párizsi szobra (La statue d’Auguste Comte) a Place de la Sorbonne-on áll. Mostani helyére 1980-ban helyezték át egy építkezés miatt a tér egy másik pontjáról, a híres egyetem kápolnája elől.
Auguste Comte francia filozófus szobrának felállítása már 1880-ban felvetődött a Revue Occidentale-ban, de csak 1902-ben valósult meg. 1899-ben neves személyiségek létrehoztak egy bizottságot a projekt segítésére. A támogatók között volt Jules Ferry, Émile Durkheim, Georges Clemenceau és Tomáš Garrigue Masaryk. A megbízást Jean-Antoine Injalbert szobrász kapta, aki többek között megformálta Marianne-t a francia forradalom századik évfordulójára és elkészítette Honoré-Gabriel Riqueti de Mirabeau büsztjét, amely a Panthéonban látható.
A szobrot 1902. május 18-án leplezték le a Place de la Sorbonne-on. Comte mellszobra mellett két alak látható. Jobbján a Comtét inspiráló Clotilde de Vaux áll, kezében a Jövőt szimbolizáló kisdeddel, balján pedig egy olvasó alak ül, aki a művelődő proletariátust testesíti meg.